# شهرک شهیددستغیب
شهرک شهیددستغیب روستایی در دهستان سه قلعه بخش سه قلعه شهرستان سرایان استان خراسان جنوبی ایران است. بر پایه سرشماری عمومی نفوس و مسکن در سال ۱۳۹۰ جمعیت این روستا ۲۲۳ نفر (در ۷۶ خانوار) بوده است.